# Orden de Sahametrei
La Real Orden de Sahametrei (jemer: :គ្រឿងឥស្សរិយយសលំដាប់សហមេត្រី) es una Orden de caballería otorgada por el Reino de Camboya.

## Historia
La Real Orden de Sahametrei fue fundada el 9 de septiembre de 1948 por el Rey Norodom Sihanouk de Camboya en tanto que distinción orientada a  recompensar a los diplomáticos y embajadores extranjeros que se hayan distinguido por el refuerzo de las relaciones de amistad entre Camboya y sus respectivos Estados . 
En sus orígenes, se componía de tres clases, pero la reforma llevada a cabo el 23 de agosto de 1956 amplió el número a cinco, pero el régimen de los Jemeres Rojos dejó la Orden en estado durmiente, al procederse a su discontinuidad en las concesiones. Dicha política fue llevada a cabo durante la Kampuchea Democrática (1975-1979) y la República Popular de Kampuchea, donde se sustituyó su uso por otras condecoraciones más acordes al régimen comunista establecido. 
Tras el retorno de la monarquía y con ella de la democracia en Camboya, la Orden se recuperó mediante el Real Decreto No.1095/01 del 5 de octubre de 1995 y se consolidó hasta hoy día como el premio diplomático por excelencia del Reino de Camboya, situándose cuarta en la jerarquía nacional, detrás de la Orden de la Reina y por delante de la Orden de Sowathara (Orden del Mérito Agrícola).

## Clases
La reforma de 1956 amplió el número de clases a cinco y dicha ampliación fue respetada al recuperarse la Orden en 1995. Así pues, las cinco clases de la Orden de Sahametrei son las que siguen:
- Maha Sirivudha (មហាសេរីវឌ្ឍន៍) o Gran Cruz
- Mahasena (មហាសេនា) o Encomienda de Número
- Tepidin (ធិបឌិន្ទ) o Encomienda
- Sena (សេនា) u Oficial
- Askararidha (អស្សឫទ្ធិ) o Caballero